# Fernando Jubero
Fernando Jubero (sinh ngày 27 tháng 2 năm 1974) là một cầu thủ bóng đá người Tây Ban Nha.

## Sự nghiệp huấn luyện viên
Fernando Jubero đã dẫn dắt Júbilo Iwata.